# Føniks (stjernebillede)
 For alternative betydninger, se Føniks (flertydig). (Se også artikler, som begynder med Føniks)
Føniks (Phoenix) er et stjernebillede på den sydlige himmelkugle.